# Nigella papillosa subsp. papillosa
Nigella papillosa subsp. papillosa é uma subespécie de planta com flor pertencente à família Ranunculaceae. 
A autoridade científica da subespécie é G. López, tendo sido publicada em Anales Jard. Bot. Madrid 41(2): 468 (1985).

## Portugal
Trata-se de uma subespécie presente no território português, nomeadamente em Portugal Continental.
Em termos de naturalidade é endémica da Península Ibérica.

## Protecção
Não se encontra protegida por legislação portuguesa ou da Comunidade Europeia.